# Premogar (Vošnjak)
Premogar je drama Josipa Vošnjaka, ki jo je napisal leta 1894. Vrši se v premogarnici na Belgijskem.

## Osebe
- Marko Sivec, premogar
- Ana, njegova žena
- Tone, Jerica, njegova otroka
- Abraham Abeles, predsednik premogarske družbe
- Drenov, ravnatelj premogarnice
- Barkič, pisar v rudarski pisarni
- Roza, njegova hči
- Jurij, Miha, Luka, premogarji
- Mica, Liza, žene premogarjev
- Premogarji
- Orožniki

## Vsebina

### 1. dejanje
Rudnik je dobil novega ravnatelja, Drenova, ki ga Sivec dobro pozna; pred 25 leti mu je bil pohotnež zapeljal dekle in jo nosečo zavrgel, Sivec se je z njo poročil in jo rešil sramote, njenega sina Toneta pa ima rad, kot da je njegov. Zdaj je napočil čas osvete, saj so premogarji brutalno izkoriščani. Zato Sivec nasprotuje poroki Jerice in Jurija, kajti poročeni rudarji, obremenjeni s kopico otrok, so še na slabšem od drugih, potrpeti morajo vse, vodstvo pa to izrablja, Sivec skliče premogarje, jih spomni na suženjsko trpljenje, ki ga morajo prenašati, in predlaga stavko. Nekateri imajo pomisleke, a ko Luka prinese vest, da je novi ravnatelj znižal plače, se ogorčeni odločijo za štrajk. Sivec jih pozove k složnosti in neustrašnosti, zadoni uporna premogarska pesem.

### 2. dejanje
Tone iz ljubezni do Roze pove Barkiču, kaj se kuha med delavci. Barkič je zaskrbljen, bil je zoper znižanje plač, saj dobro ve, kako težko premogarji živijo. Toda Drenov je trd, hoče se uveljaviti pred predpostavljenimi, Abeles pa je še hujši, zanimajo ga samo mastne dividende. Ker Barkič ne more preprečiti krivice, odpove službo in pove, kaj delavci nameravajo. Strahopetni Abeles je ves iz sebe, Drenov pa takoj obvesti orožnike in vojsko: puntarje je treba brez usmiljenja potlačiti. Ko pride delavsko odposlanstvo, Drenov tako grobo zavrne vse njihove zahteve, da med rudarji zavre, Sivec celo dvigne kladivo nanj. Orožniki Sivca vklenejo, vojska pa s streli ukroti množico, en premogar je ubit. Sivec zagrozi Drenovu: Danes si ti zmagal, a še se bova srečala in tedaj gorje ti!

### 3. dejanje
S stavko so rudarji nekaj malega dosegli in se vrnili na delo, prva izmena zapušča rove, druga prihaja, izmenjujejo si novice: Sivec se je vrnil iz zapora. Ta razmišlja le o maščevanju, ostal je brez dela in ne more več skrbeti za družino. V obupu sklene, da bo Drenova in sebe z dinamitom pokončal, prej pa mora poskrbeti za rudarje v rovih. Udari na zvon za preplah, češ da je v rudnik vdrla voda, rudarji zbeže, Sivec pa se skrije in čaka na Drenova. Ta res pride pogledat, kaj se dogaja; Sivec mu v obraz vrže vse njegove zločine in krivice, pove mu tudi za Toneta, nato pa vrže patrono, da se oba v dimu zgrudita.

### 4. dejanje
Drenova in Sivca so rešili, oba sta bila le lažje poškodovana, resnico pa Sivec zaupa le Barkiču, s katerim sta se vedno dobro razumela. Barkič pove, da je od nesreče Drenov ves drugačen, rudarjem je obljubil boljši zaslužek, rad pa bi se tudi pogovoril s Sivcem. Res pride do srečanja in Drenov izpove svojo željo: sam je, nima rodbine, rad bi Toneta priznal za svojega, ga rešil bede in težkega dela, obenem pa bo poskrbel tudi za Sivčevo družino in tako popravil svoj mladostni greh. Sivcu je težko, s Tonetom sta si vedno bila kot pravi oče in sin, a ne bo se ustavljal njegovi sreči, fant naj se odloči sam. Ko Tone izve resnico, ne okleva: Drenov mu je tujec in tak naj tudi ostane, njegov pravi oče je Sivec in ne bo ga zapustil, srečo pa bo iskal v krogu, kjer je bil rojen in vzgojen! Drenov mora oditi praznih rok, Sivec pa srečen združi roke Jerice in Jurija ter Toneta in Roze: ne bo jim lahko, a v dvoje bo lažje vzdržati, tudi njemu je pomagala zvesta družica. pridejo rudarji, vsi bodo prispevali, da Sivcu in njegovim ne bo nič manjkalo. Sivec se jim ganjen zahvali in jim daje pogum: Napočil bo čas enake pravice za vse! On je ne bo učakal, kmalu bo zaspal za večno, pod zemljo ne bo kopal, ampak mirno ležal, rešen vseh nadlog ...